# Albert Geromini
Albert Geromini   (Arvigo, 10 d'abril de 1896 - Thalwil, 7 de desembre de 1961) va ser un jugador d'hoquei sobre gel suís que va competir entre la Primera i la Segona Guerra Mundial.
El 1928 va prendre part en els Jocs Olímpics de Sankt Moritz, on guanyà la medalla de bronze en la competició d'hoquei sobre gel.
Amb l'HC Davos guanyà la lliga suïssa el 1926, 1927, de 1929 a 1935, 1937 i 1939. Amb la selecció suïssa va disputar sis edicions del  Campionat del Món d'hoquei gel, amb una plata guanyada el 1935, i el bronze el 1930, 1937 i 1939. També guanyà l'or al Campionat d'Europa de 1926, 1935 i 1939, la plata als de 1928, 1930, 1934 i 1937; i el bronze als de 1924, 1925, 1932 i 1933.